# تپه-کرمن
تپه-کرمن (انگلیسی: Tepe-Kermen) یک گریوه و کوه در شبه‌جزیره کریمه است.